# 弓張山地
弓張山地（ゆみはりさんち）は、赤石山脈の南側の愛知県豊橋市・新城市と静岡県湖西市・浜松市浜名区
にまたがる山地。八名弓張山地（やなゆみはりさんち）とも呼ばれる。

## 概要

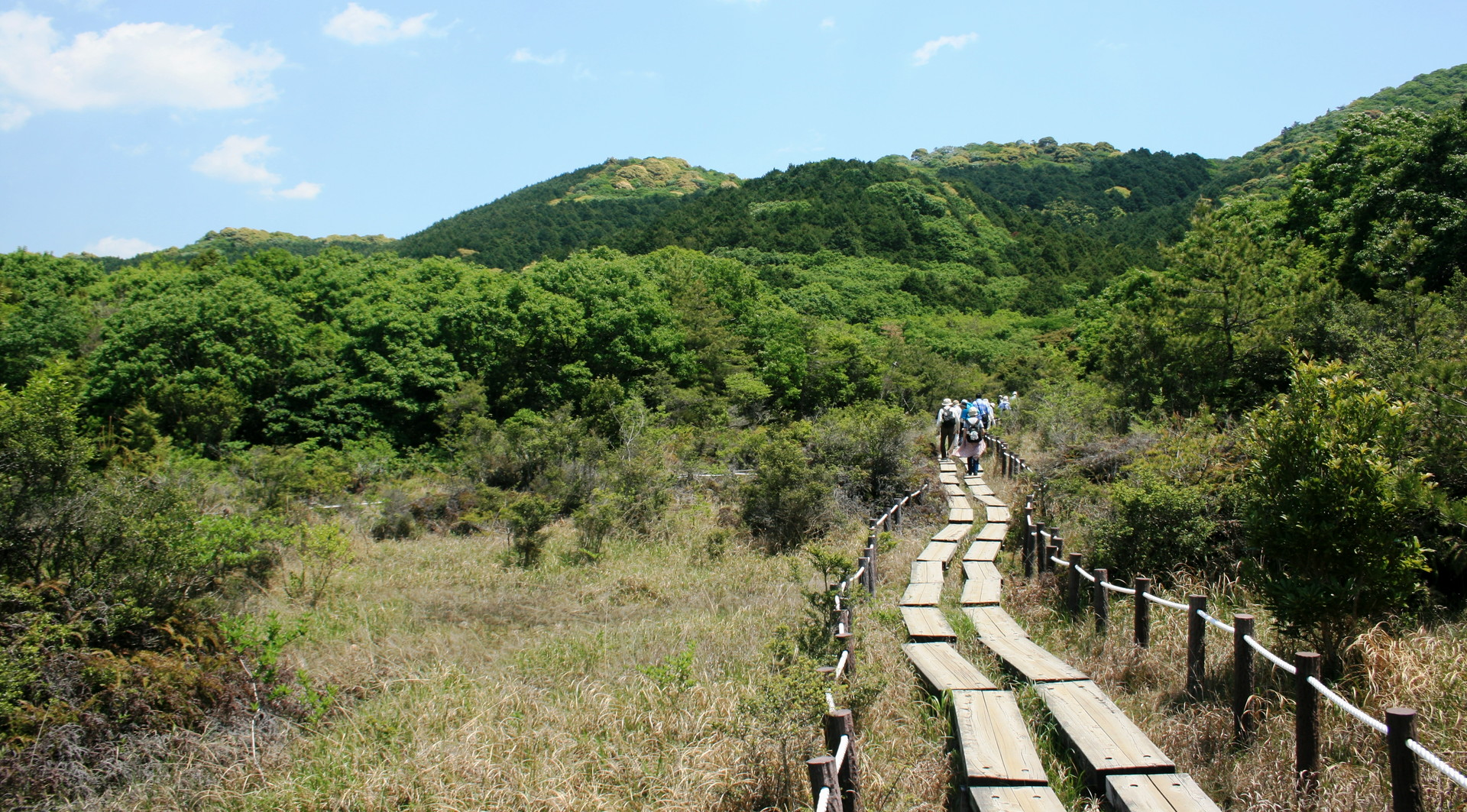
葦毛湿原の木道を散策するハイカーと弓張山地

南アルプスの南端の山域とされることもある。南アルプスから天竜川で分断されるが、その北東端の境界は明確ではない。一般的には鳶ノ巣山（標高706m）を北東端の最高地点として、上述の行政区域内にある山域を指す。南西に延びる愛知県と静岡県境の弓状に連なる山域であり、太平洋沿岸付近まで約50kmに亘って延びる。鳶ノ巣山のすぐ南西の稜線の一部が東海自然歩道となっている。南西端の稜線は静岡県側からは湖西連峰と呼ばれ、湖西市に属する部分には湖西市がハイキングコースを整備している。また、静岡県側には浜名湖や三方原へ向かって広がる山域があり、静岡県ではこれを公式に引佐山地としている他、湖北連峰あるいは奥浜名丘陵、引佐丘陵などと呼ばれることもあり、一等三角点のある富幕山（563ｍ）を中心に浜松市が奥浜名自然歩道として整備している。豊橋市北部の中山峠から南西の二川まで延びる稜線や石巻山の東尾根には、豊橋市により豊橋自然歩道が整備されている。一等三角点のある神石山（325 m ）から南西に延びる稜線やその西麓の葦毛湿原を中心とする山域が、新・花の百名山に選定されている。また葦毛湿原は、花の百名山に選定されている。葦毛湿原と石巻山の周辺は、愛知県の石巻山多米県立自然公園に指定されている。

## 名所

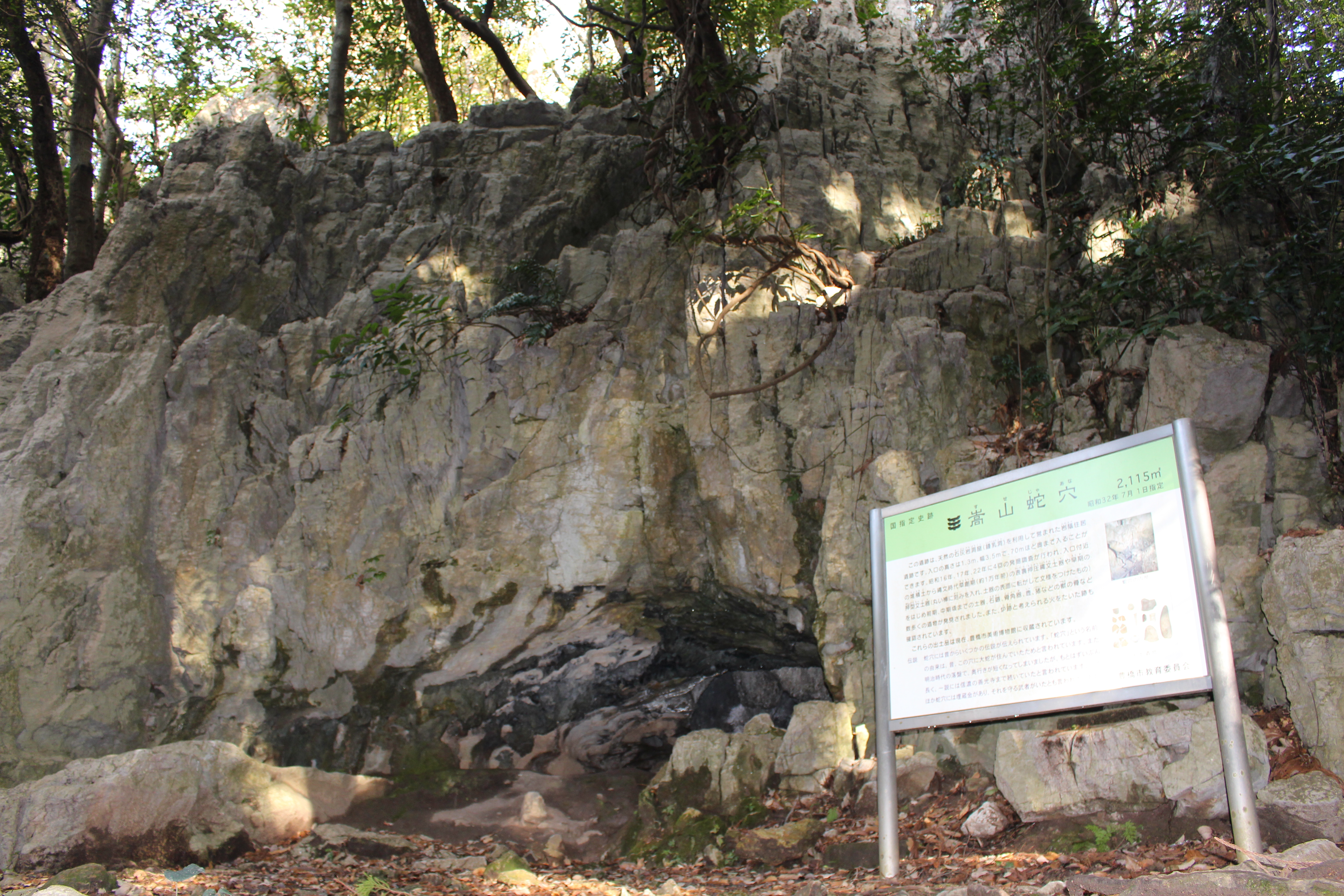
嵩山蛇穴（国の史跡）

- 嵩山蛇穴（すせのじゃあな） - 本坂トンネルの南西部には、石灰岩の嵩山蛇穴などの洞くつ、鍾乳洞、風穴などがあり[3]、国の史跡の指定を受けている[6]。東海地方の固有種であるジャアナヒラタゴミムシ Jujiroa ana はこの洞窟を基準産地として記録された[7]。愛知県側の周辺の山腹には、石灰岩の採石場がある。
- 石巻山石灰岩地植物群落 - 石巻山の山頂付近は、石灰岩の巨岩が露出し、石灰岩地特有のマルバイワシモツケなどの植物が見られる。不動堂より上部の地域は「石巻山石灰岩地植物群落」として国の天然記念物に指定されている[3]。
- 葦毛湿原
- 立岩
- 大原ダム
- 黄柳野ツゲ自生地
- 阿寺の七滝
- 大島ダム
- 三ケ日みかん
- 奥山高原
- 竜ヶ岩洞
- 都田川ダム
- 渋川ツツジ群落
- 大知波峠廃寺跡（おおちばとうげはいじあと） - 大知波峠付近にある平安時代中期の廃寺跡で、国の史跡の指定を受けている[8]。

## 地理

### 弓張山地の山
| 山名     | 標高 (m) | 三角点等級 基準点名 | 備考                                |
| -------- | -------- | ------------------- | ----------------------------------- |
| 鳶ノ巣山 | 706      |                     | 南西部に東海自然歩道 都田川の源流。 |
| 浅間山   | 644      |                     | 山頂に神社「阿寺の浅間山」          |
| 弓張山   | 679      |                     |                                     |
| 城山     | 656.81   | 二等「田沢村」      | 山頂に電波施設                      |
| 浅間山   | 519      |                     | 「上の浅間山」                      |
| 浅間山   | 479      |                     | 「下の浅間山」                      |
| 富幕山   | 563.24   | 一等「富巻山」      |                                     |
| 金山     | 423.60   | 三等「福長村」      |                                     |
| 雨生山   | 313      |                     |                                     |
| 坊ヶ峰   | 445.80   | 二等「嵩山村」      | 本坂トンネルの北                    |
| 浅間山   | 370      |                     | 本坂峠南「嵩山の浅間山」            |
| 石巻山   | 358      |                     | 石巻山石灰岩地植物群落              |
| 神石山   | 324.67   | 一等「神石山」      |                                     |
| 東山     | 250.68   | 四等「二川」        | 二川駅直北                          |
| 嵩山     | 170.44   | 四等「嵩山」        | 湖西市                              |

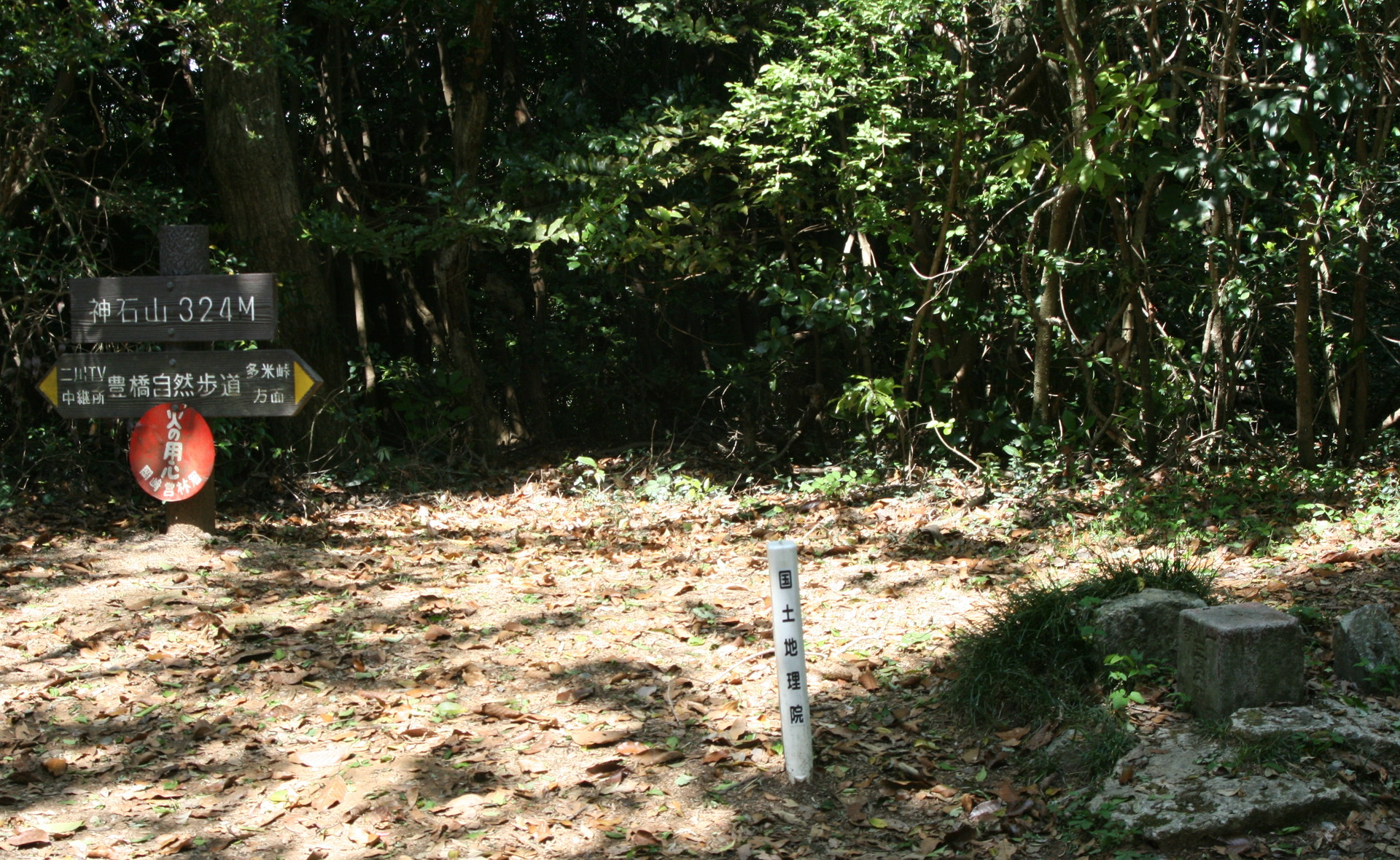
弓張山地南部の神石山の一等三角点

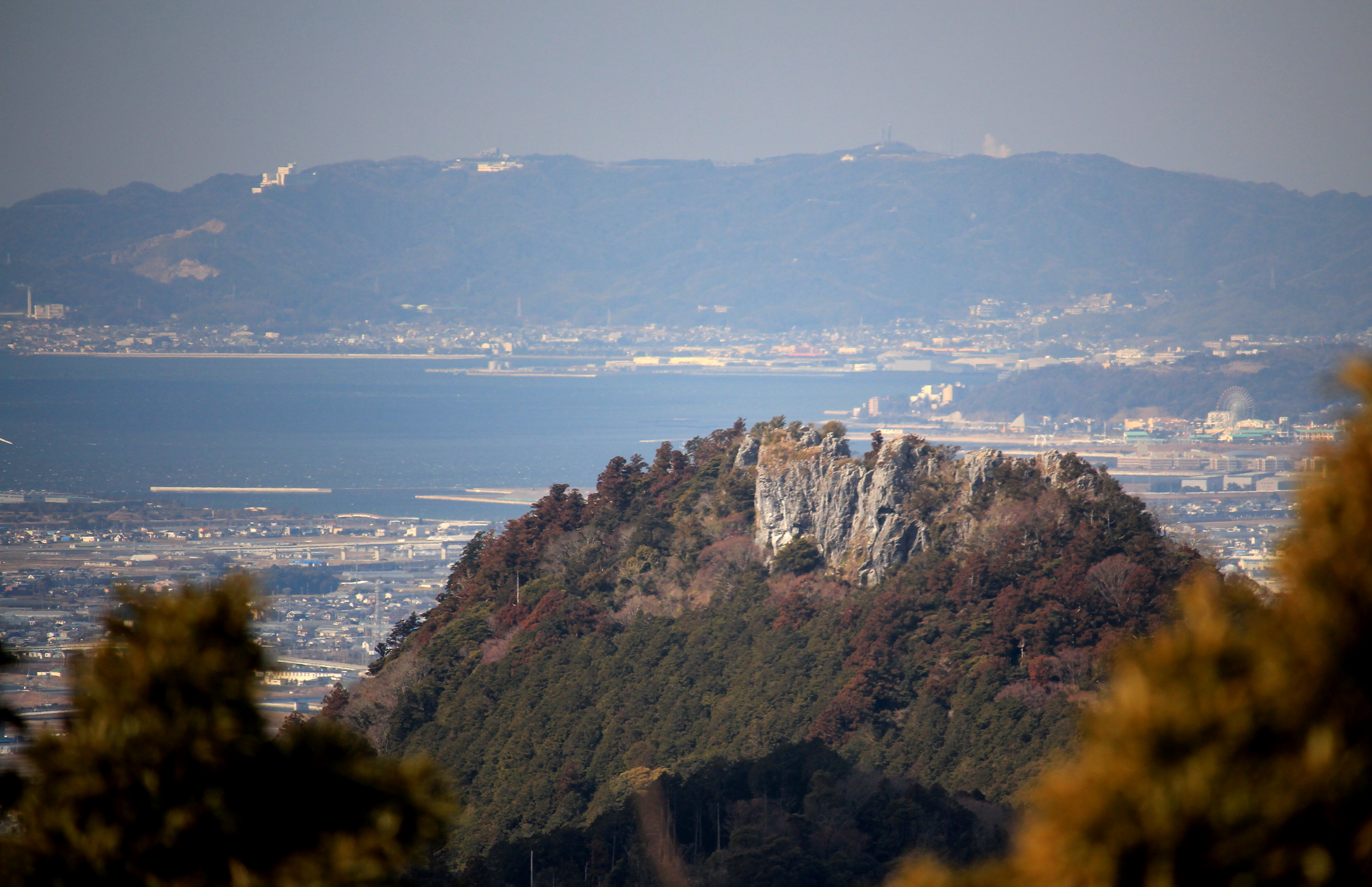
富士見岩から望む石巻山山頂部の石灰岩、遠景は三河湾と三ヶ根山

上表の他、県境から外れる山として愛知県の吉祥山(382m)、船着山(427m)、常寒山(482m)、大森山(514m)、静岡県の尉ヶ峰(424m)、竜ヶ石山(359m)、霧山(430m)などがある。

### 弓張山地の峠
- 恵鏡峠 - 標高437 m、静岡県道298号・愛知県道505号渋川鳳来線
- 峰峠 - 標高約505m、旧秋葉街道、三遠南信自動車道
- 炭焼田峠 - 標高約225 m、国道257号：トンネル標高205m
- 的場峠 - 標高約245 m、旧鳳来寺往還、新東名高速道路
- 黒松峠 - 標高約425 m、登山道、旧半僧坊道
- 陣座峠 - 標高約295 m、愛知県道392号・静岡県道303号新城引佐線
- 瓶割峠 - 標高235 m、愛知県道445号・静岡県道308号鳳来三ヶ日線
- 宇利峠 - 標高154 m 、国道301号、東名高速道路
- 中山峠 - 標高約375 m、三方ヶ原の戦いに敗れた徳川家康の帰路
- 本坂峠 - 標高約330 m 、国道362号（姫街道）：トンネル標高 旧道280m、新道110m～130m
- 大知波峠 - 標高約345m 、四等「長彦峠」（372.5m）付近
- 多米峠 - 標高265 m 、愛知県道・静岡県道4号豊橋大知波線：トンネル標高155m
- 普門寺峠 - 標高約245m、旧鎌倉街道

### 源流の河川
- 黄柳川、宇利川、間川、神田川、朝倉川などの愛知県側を源とする河川は豊川の支流で、三河湾へと流れる。南端の柳生川と梅田川は独立した二級水系。
- 都田川、宇利山川などの静岡県側に源を発する河川は浜名湖へと流れる。

## 遊歩道
山地には南北に豊橋自然歩道が整備されている。
豊橋自然歩道には本線と支線があるが2022年8月31日で一部が廃止され、廃止されたルートは9月1日からは進入禁止となり、このうち本線は本坂峠から東山（松明峠）までとすることが発表されていた。豊橋自然歩道の整備と維持管理を行ってきたボランティア団体の「豊橋自然歩道推進協議会」が会員の高齢化のため2023年度で解散を決めたこともあり、豊橋市も公費による維持は困難としていた。この豊橋自然歩道の本線と支線の一部廃止の計画では、中山峠〜本坂峠間にあるモミの木（とよはしの名木・巨木100選）や赤岩自然歩道にある赤岩尾根鉄塔下展望地が立ち入り禁止となる予定だった。
しかし、存続を求める陳情を受け、2022年7月4日、市長の定例会見で廃止を撤回することが発表された。
- 豊橋自然歩道
  - 本線 - 中山峠〜本坂峠〜東山（松明峠）[10][11]
  - 中山自然歩道 - 中山自然歩道入口（林道入口）〜中山峠[10][11]
  - 姫街道
  - 嵩山自然歩道 - 嵩山自然歩道入口〜大山浅間社
  - 長彦自然歩道 - 長彦自然歩道入口〜大知波峠[10][11]
  - 石巻山自然歩道
  - 石巻巡回遊歩道[10][11]
  - 長彦自然歩道 - 長彦自然歩道入口〜大知波峠[10][11]
  - 赤岩自然歩道 - 赤岩自然歩道入口〜赤岩尾根分岐点[10][11]
  - 赤岩寺自然歩道 - 赤岩寺自然歩道入口〜赤岩自然歩道合流点[10][11]
  - 多米自然歩道 - 多米自然歩道入口〜多米峠[10][11]
  - 普門寺神石山自然歩道[10][11]
  - 大脇自然歩道[10][11]
  - 葦毛湿原・岩崎自然歩道
  - 二川自然歩道 - 二川自然歩道入口〜東山（松明峠）
  - 東山自然歩道 - 東山自然歩道入口〜東山（松明峠）

## 関連書籍
- 『石巻山と弓張山地の自然』豊橋市自然史博物館〈豊橋市自然史博物館ガイドブック(2)〉、2003年3月。ISBN 4924906131。